# Mehmed Paša Sokolovićs bro
Mehmed Paša Sokolovićs bro i Višegrad över floden Drina i Bosnien och Hercegovina byggdes i slutet av 1500-talet av den osmanske hovarkitekten Mimar Sinan på uppdrag av storveziren Mehmed Paša Sokolović. Den är karaktäristisk för den osmanska monumentalarkitekturens höjdpunkt och civil ingenjörskonst.
Bron har 11 murade valvbågar med ett spann på vardera 11 till 15 meter . Den 179,5 meter långa bron är ett representativt mästerverk av Mimar Sinan, en av de största arkitekterna och ingenjörerna under den klassiska osmanska perioden och samtidig med den italienska renässansen.
Tre av brons 11 bågar förstördes under Första världskriget och fem förstördes under Andra världskriget, men samtliga har återuppbyggts.
Bron är känd från boken Bron över Drina skriven av Ivo Andrić, som fick Nobelpriset i litteratur 1961.